# 帕特里夏·米兰达
帕特里夏·米兰达（英語：Patricia Miranda，1979年6月11日—），美国女子摔跤运动员。她曾代表美国参加2004年夏季奥林匹克运动会摔跤比赛，获得女子自由式48公斤级铜牌。